# منتخب سان مارينو تحت 21 سنة لكرة القدم
منتخب سان مارينو تحت 21 سنة لكرة القدم هو الممثل الرسمي لـ سان مارينو في بطولات كرة القدم تحت 21 سنة. يشارك الفريق في بطولة أوروبا تحت 21 لكرة القدم التي تقام كل عامين.